# Janiralata chuni
Janiralata chuni là một loài chân đều trong họ Janiridae. Loài này được Thielemann miêu tả khoa học năm 1910.